# Gouania viridis
Gouania viridis är en brakvedsväxtart som beskrevs av T. S. Brandegee. Gouania viridis ingår i släktet Gouania och familjen brakvedsväxter. Inga underarter finns listade i Catalogue of Life.